# Krzysztof Głuch
Krzysztof Głuch, pseudonim artystyczny Kris (ur. 10 maja 1956 w Katowicach) – polski pianista jazzowy i bluesowy, kompozytor, aranżer oraz muzyk sesyjny. Lider zespołu Krzysztof Głuch Oscillate. W ciągu swojej działalności artystycznej nagrał ponad trzydzieści albumów muzycznych. W roku 2014 został uznany pianistą roku w ankiecie kwartalnika Twój Blues.

## Życiorys
Współpracował i nagrywał z wieloma wykonawcami, tj.: Krzak, Young Power, Pick Up Formation, Skibiński-Winder Super Session, Ireneusz Dudek (Shakin’ Dudi, The Dudis, Dudek Big Band, Dudek Blues Band, Big Band Boogie), Henryk Gembalski, PAFF, DDD, Free Dancing, Czarne Komety z Południa, Martyna Jakubowicz, Dżem i inni. Był członkiem zespołu All Stars Band, grupy, która wystąpiła podczas koncertu Dla Kawy (21 września 2003, Spodek). W ten sposób muzycy uczcili pamięć zmarłego basisty Jerzego Kawalca. W latach 1997–2003 był członkiem zespołu Cree, z którym nagrał dwa albumy.

## Wybrana dyskografia
- Pick Up Formation Zakaz fotografowania, LP PolJazz PSJ 165 (1985)
- Irek Dudek No 1, Polton LPP-022 (1985)
- Shakin’ Dudi Złota płyta, LP Savitor SVT 020 (1985)
- The Dudis The Dudis, LP Pronit PLP 0053 (1986)
- Henryk Gembalski Die Sicherheit, LP Polskie Nagrania „Muza” Z-SX 797B (1987)
- Pick-Up Formation To nie jest jazz, LP Polskie Nagrania „Muza” SX 2678 (1989)
- Ireneusz Dudek Nowa płyta, LP Polskie Nagrania „Muza” SX 2789 (1989)
- Young Power Man Of Tra, CD Power Bros Records 00111 (1989)
- DDD DDD, CD Polton CDPL-024 (1991)
- Free Dancing, CD Silton 009 (1992)
- Martyna Jakubowicz Kołysz mnie 2CD Pomaton 028/029 (1992)
- Roman Wojciechowski & Czarne Komety z Południa, CD (1993)[5]
- Martyna Jakubowicz Skórka pomarańczy CD PolyGram (1998)
- Cree Cree CD Sephia 001 (1998), CD/MC Pomaton EMI/Scena FM (1999)
- Cree Za tych... CD Con Solator & Cree (2002)
- All Stars Band Dla Kawy, CD SAT bez numeru (2003)
- Dżem Pamięci Pawła Bergera, EMI Music Poland (2007)
- Cree 15 Cree (2009)
- Łapka Rzepa Głuch - Januaries, MaQ Records Studio (2010)
- Krzysztof Głuch Oscillate - „Live” self-released (2013)